# Keraunos
Observatoire français des tornades et orages violents
Ne doit pas être confondu avec Ptolémée Kéraunos.
Keraunos (« Foudre » en grec ; Observatoire français des tornades et orages violents) est une firme française spécialisée en météorologie des orages violents. Elle opère un site internet gratuit qui permet au public d’accéder à une somme considérable d’informations sur ces phénomènes climatiques grâce à des données en temps réel, des articles d'analyses, etc. C'est également un bureau-conseil qui vend son expertise aux entreprises et institutions qui ont besoin de prévisions ou d’informations plus pointues.

## Histoire
L'entreprise est créé en 2006 par deux autodidactes en météorologie, Pierre Mahieu et Emmanuel Wesolek, qui trouvaient qu’en France il manquait un organisme spécialisé dans la détection et l'étude des orages. Les patrons du bureau d’études Keraunos utilisent la méthode nord-américaine d'aborder ce sujet et ont déjà publié plusieurs articles dans des revues de référence mondiale en météorologie. Keraunos est devenu une société par actions simplifiée le 6 septembre 2010.

## Mission
Keraunos emploie des experts pluridisciplinaires, dont certains ont plus de 20 années d’expérience, en météorologie, climatologie, hydrologie et gestion des risques. Ses activités sont dans les domaines de la prévision météorologique, de l’alerte météorologique et de l’expertise pour la grêle, les tornades, la foudre, les rafales violentes et les pluies diluviennes.
Keraunos propose au grand public une information gratuite et de qualité à propos des phénomènes orageux au sein de la population ainsi qu'un ensemble de services payants destinés aux entreprises et aux collectivités. Les consultants de Keraunos répondent fréquemment aux médias tant à propos de l’actualité météo que pour des documentaires scientifiques sur le sujet,,.

## Services
Keraunos dispose de son propre centre de prévisions, autonome et spécialisé dans le domaine des phénomènes violents. Il roule des modèles de prévision numérique du temps à des résolutions variables allant jusqu’à 0,9 km sur la France. Certains modèles sont déterministes et d'autres probabilistes pour accroître la fiabilité des prévisions.

### Site internet
Le site internet gratuit propose :
- suivi en temps réel de l'activité orageuse en France ;
- prévision des zones à risque pour le développement orageux ;
- articles sur l'actualité récente ayant fait la manchette des médias ;
- librairie de photos à propos des orages dont celles par des chasseurs d'orages ;
- banques de données sur les événements orageux avec analyses a posteriori de cas historiques de tornades ;
- articles sur les orages violents pour l'éducation du public ;
- publications, dont certaines parues dans des journaux scientifiques, analysant des cas d'orages violents.

### Services-conseils
Les services fournis moyennant rémunérations sont ajustés pour répondre à chaque besoin dans trois domaines :
- des bulletins spécialisés de prévision des orages et des risques liés (grêle, rafales, pluies intenses, etc.) à demander par l'utilisateur allant du court au long terme ;
- des alertes pour l'utilisateur du développement de phénomènes météorologiques violents et de comptes-rendus de l'occurrence après coup ;
- fournir une base de données exclusive des chutes de grêle, tornades, rafales de vent, pluies diluviennes et autres phénomènes météorologiques intenses survenant en France pour réaliser des expertises pour les clients et fournir une climatologie de l’exposition aux risques météorologiques, commune par commune en France.

## Autres activités
Les experts de Keraunos participent à diverses conférences internationales sur les orages violents. L'organisme organise également des séminaires pour passionnés, chercheurs, professionnels et chasseurs d'orages.

## Publications
Quelques publications de membres de KERAUNOS :
- (en) Emmanuel Wesolek et Pierre Mahieu, Observatoire Français des Tornades et des Orages Violents, « The F4 tornado of August 3, 2008, in Northern France: Case study of a tornadic storm in a low CAPE environment », Atmospheric Research (5th European Conference on Severe Storms), Elsevier, vol. 100, no 4,‎ juin 2011, p. 649-656 (DOI 10.1016/j.atmosres.2010.09.003).
- (en) C.Berthet, E.Wesolek, Dessensa et J.L.Sanchez, Observatoire Français des Tornades et des Orages Violents, « Extreme hail day climatology in Southwestern France », Atmospheric Research, Elsevier, vol. 123, no 1,‎ avril 2013, p. 139-150 (DOI 10.1016/j.atmosres.2012.10.007).
- (en) Thilo Kühne, Georg Pistotnik, Emmanuel Wesolek, Pierre Mahieu et Artur Surowiecki, « Obstacles and barriers in research work on historical tornadoes in Central Europe », 7th European Conference on Severe Storms,‎ juin 2013 (DOI 10.13140/2.1.1402.9605, lire en ligne, consulté le 29 août 2022).